# Bioley-Magnoux
Bioley-Magnoux is een gemeente en plaats in het Zwitserse kanton Vaud, en maakt deel uit van het district Jura-Nord vaudois.
Bioley-Magnoux telt 173 inwoners.